# Rio Quatro Cachoeiras
Rio Quatro Cachoeiras är ett vattendrag i Brasilien.   Det ligger i delstaten Rondônia, i den centrala delen av landet, 1 800 km väster om huvudstaden Brasília.
Omgivningarna runt Rio Quatro Cachoeiras är huvudsakligen savann. Runt Rio Quatro Cachoeiras är det glesbefolkat, med 18 invånare per kvadratkilometer.